# Rue Baudelique
La rue Baudelique est une voie du 18e arrondissement de Paris, en France.

## Situation et accès
La rue Baudelique est une voie publique située dans le 18e arrondissement de Paris. Elle débute au 64, rue Ordener et se termine au 23, boulevard Ornano.

## Origine du nom
Elle porte le nom de M. Baudelique, ancien propriétaire du terrain sur lequel la voie a été ouverte.

## Historique
Cette voie de l'ancienne commune de Montmartre a été rattachée à la voirie de Paris en 1863.

Le 10 juin 1918, durant la première Guerre mondiale, un obus lancé par la Grosse Bertha explose au no 58 rue Baudelique.

## Bâtiments remarquables et lieux de mémoire
- No 29 : conservatoire de musique Gustave-Charpentier.

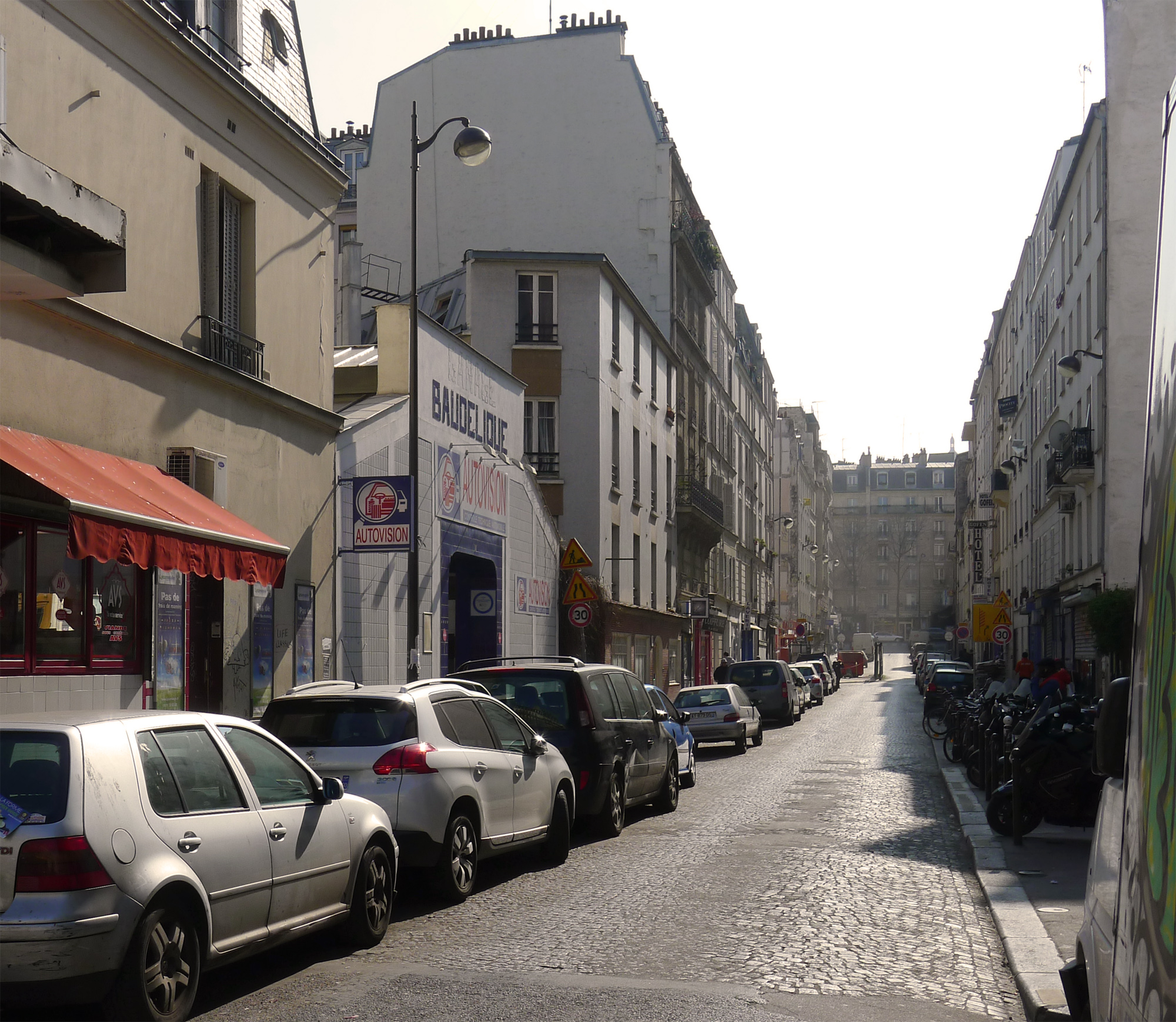
Un bâti encore hétérogène.
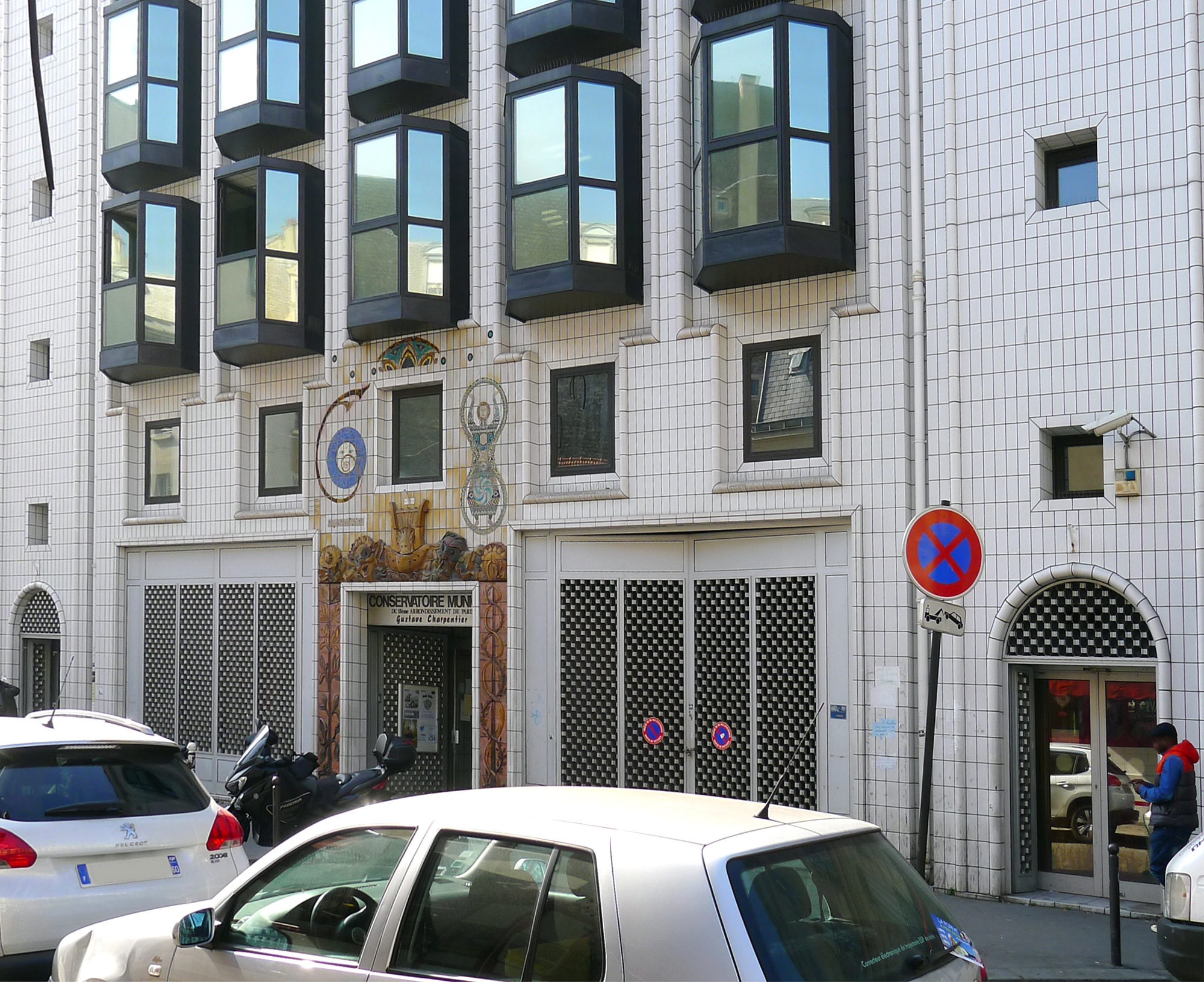
Façade du no 29.